# Pararhabdotis siberutensis
Pararhabdotis siberutensis är en skalbaggsart som beskrevs av Jakl och Krajcik 2006. Pararhabdotis siberutensis ingår i släktet Pararhabdotis och familjen Cetoniidae. Inga underarter finns listade i Catalogue of Life.